# Heinrich Fischer
Heinrich "Heini" Fischer (født 12. januar 1950) er en schweizisk tidligere roer.
Fischer vandt sølv i toer uden styrmand ved OL 1972 i München. Hans makker i båden var Alfred Bachmann. Schweizerne blev i finalen besejret af østtyskerne Siegfried Brietzke og Wolfgang Mager, mens Roel Luynenburg og Ruud Stokvis fra Holland tog bronzemedaljerne. Det var det eneste OL han deltog i.

## OL-medaljer
- 1972:  Sølv i toer uden styrmand